# Rue du Faubourg-Saint-Antoine
La rue du Faubourg-Saint-Antoine constitue aujourd'hui la limite entre le 11e et le 12e arrondissement de Paris.
Cet axe, l'un des plus vieux de la capitale, relie la place de la Bastille à la place de la Nation. Il ne faut pas le confondre avec la rue Saint-Antoine, qui, elle, mène du centre de Paris vers la Bastille.

## Situation et accès

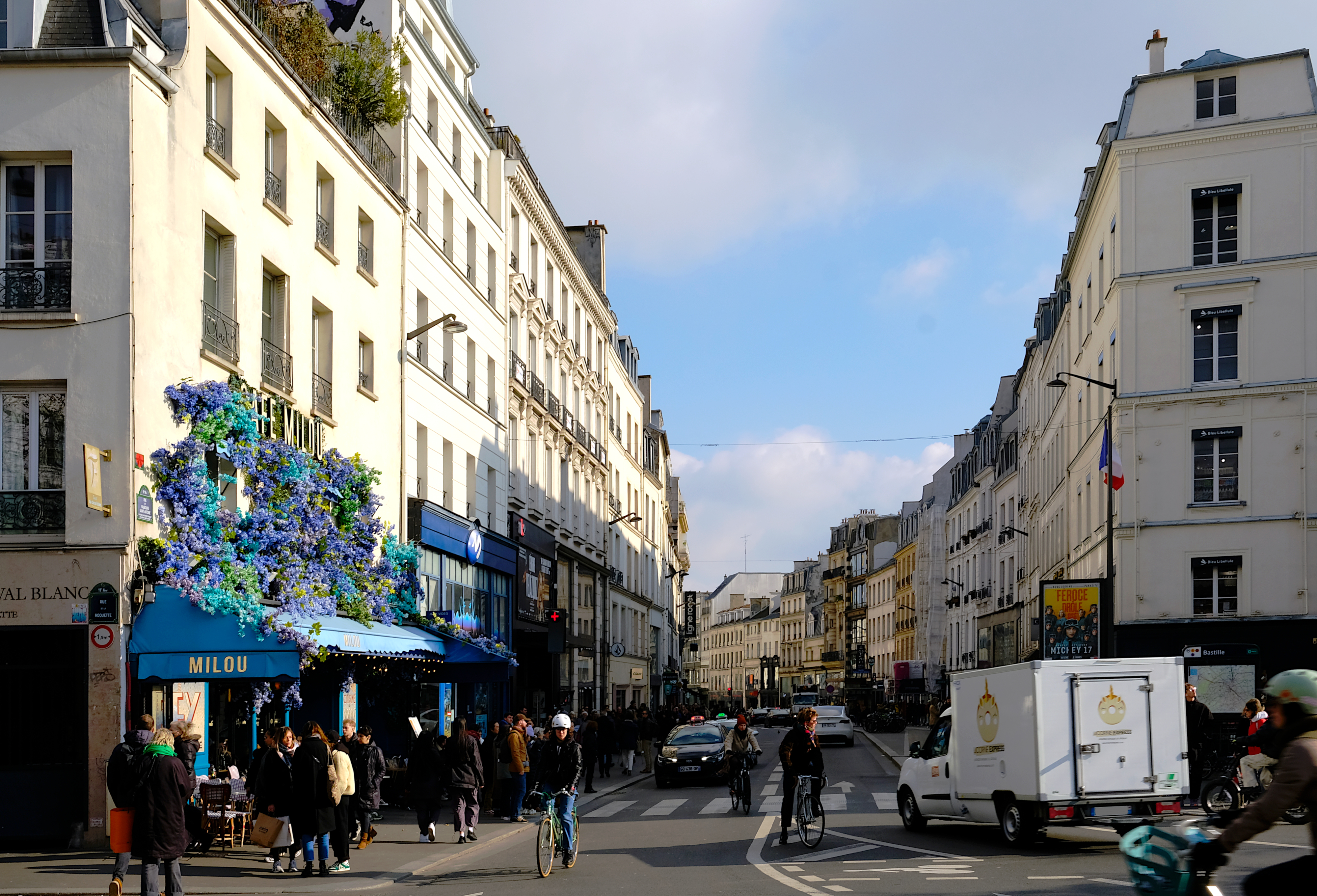
Le début de la rue vu de la place de la Bastille.

Longue de 1 810 mètres, la rue du Faubourg-Saint-Antoine a une largeur allant de 17 mètres à 30 mètres. C'est d'ailleurs cette étroitesse associée à l'aspect labyrinthique des rues adjacentes qui en a fait un lieu idéal au dressage de barricades tout au long de son histoire.
Jouxtant la place de la Bastille, elle s'étend de la rue de Charenton et de la rue de la Roquette jusqu'à la place de la Nation. Au croisement avec les rues de Charonne et de Montreuil existent des fontaines. La rue est en outre bordée d'arbres en certaines portions.
Ce site est desservi par les stations de métro Bastille, Ledru-Rollin, Faidherbe - Chaligny et Nation.

## Origine du nom
La rue du Faubourg-Saint-Antoine doit son nom au fait qu'elle traversait le hameau situé à l'extérieur du mur d'enceinte qui desservait l'abbaye Saint-Antoine-des-Champs détruite à la fin du XVIIIe siècle. Le faubourg est primitivement un quartier « fors le bourg » (de l'ancien français « fors », issu du latin foris, « en dehors » et de borc, « bourg », forsborc vers 1200, forbours vers 1260) qui se développa à proximité de l'abbaye.

## Historique
Bien que coupée de Paris par l'imposante Bastille érigée sous Charles V, la rue du Faubourg-Saint-Antoine participe étroitement et de longue date à la vie économique de Paris. C'est que, depuis ses origines médiévales, elle est l'artère de l'artisanat, et plus spécialement de l'ébénisterie. Elle doit son dynamisme à l'abbaye Saint-Antoine-des-Champs, implantée en l'endroit au XIIIe siècle, et placée sous la protection des rois de France qui lui accordent des faveurs considérables, comme l'exemption de taxes aux artisans qui travaillent en son enclos, devenu, tel celui du Temple, une véritable ville indépendante close de murailles.

### Moyen Âge
En 1198, Foulques de Neuilly, curé de Saint-Baudile (à Neuilly-sur-Marne), prédicateur des IVe croisades pour le compte du pape Innocent III, fit construire un petit ermitage pour femmes dépravées au milieu des marais alimentés par les ruisseaux qui descendaient des collines de Ménilmontant ou de Belleville, le long de cette longue route sinueuse, ancienne voie romaine qui reliait le centre de Paris à Meaux.
En 1204, le couvent est transformé en abbaye d'obédience cistercienne, il est fortifié et l'eau des fossés est amenée de la Seine par des canaux. Des hommes d'armes assurent sa défense sous les ordres directs de l'abbesse, que l'on surnomme « la Dame du Faubourg ». Son église est consacrée à saint Antoine.
En 1229, le roi Louis IX érige le lieu en abbaye royale. Les faveurs royales dont bénéficient les religieuses rejaillissent sur tout le faubourg. De nombreux artisans se pressent aux abords de l'abbaye mais demeurent néanmoins sous la coupe de corporations parisiennes. Peu à peu, les marécages sont asséchés puis cultivés. En outre, la proximité de la Seine permet l'approvisionnement en bois et encourage l'installation de professionnels du meuble. Saint Louis fera une entrée remarquée par cette voie en 1239, à son retour des croisades, portant la Sainte Couronne d'épines.
En 1261, Louis IX confirme une loi d'un de ses prédécesseurs, Louis VI Le Gros, sur le vagabondage des cochons (voir ci-dessous), mais en exempte l'abbaye de Saint-Antoine, qui pourra ainsi laisser aller ses porcs, à condition de les munir d'une clochette marquée d'une croix afin qu'on les reconnaisse.

### RenaissanceetSiècle des Lumières

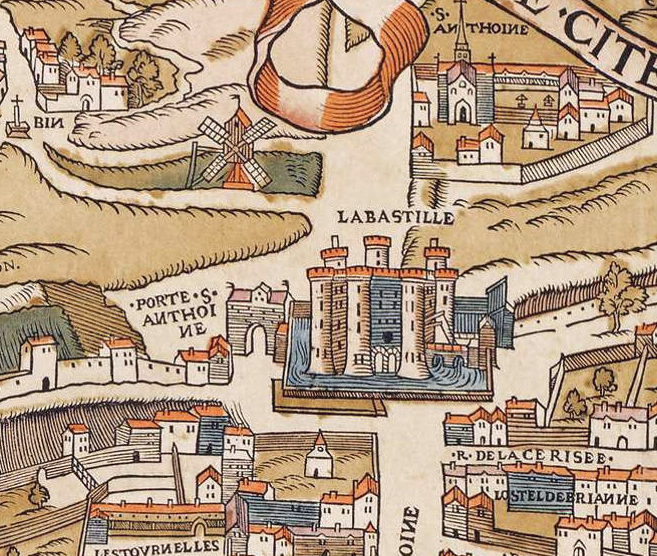
Le début de la rue avec l'abbaye Saint-Antoine sur le plan de Truschet et Hoyau (vers 1550).

La légende forgée au début du XVIIe siècle veut qu'en 1471 l'abbaye Saint-Antoine-des-Champs bénéficie de la part du roi Louis XI d'un rare privilège, l'affranchissement de la tutelle des corporations. C'est à ce titre que les artisans qui commenceront de s'installer à partir de 1607 autour de l'abbaye prétendront être exemptés de lourdes taxes. Ce sont des artisans qui n'ont pas les moyens d'acheter leur licence ou même de s'acquitter de la redevance exigée par les maîtres de la corporation. Ils trouvent là, hors les murs de Paris, loin du prévôt, un moyen de répondre à une demande de moindre prix. S'écartant des modèles jusque-là sévèrement réglementés, la profession ainsi affranchie commence à utiliser d'autres bois que le chêne. Louis XIII met un terme à cette absence illégale de maîtrises jurées et instaure les jurandes de faubourgs. Toutefois, quinze ans plus tard, en 1657, Louis XIV, à la demande de l'abbesse, accordera des lettres patentes affranchissant ces jurandes. Colbert autorisera même l'adaptation de créations des nouveaux ateliers royaux.
Au milieu du XVIIe siècle, l'abbesse, parfois de sang royal, possède en son fief une cinquantaine de rues. L'abbaye elle-même ne peut accueillir plus d'une vingtaine de jeunes filles à qui l'on offre, hormis l'éducation, le chauffage et le blanchissage, mais elle s'occupe néanmoins d'approvisionner le quartier.
Augurant d'une longue série d'émeutes presque un siècle et demi plus tard, le faubourg Saint-Antoine est le théâtre, le 2 juillet 1652, de violents affrontements entre les troupes royales dirigées par Turenne et les frondeurs de la Grande Mademoiselle commandés par Condé. Des hauteurs de Charonne, le jeune roi Louis XIV assiste alors aux combats aux côtés du cardinal Mazarin.

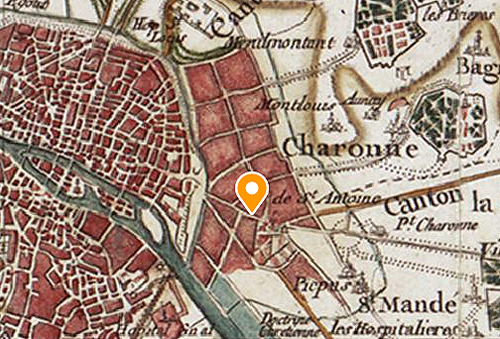
Le faubourg Saint-Antoine vers 1780 (carte de Cassini).

Ébénistes, vernisseurs, doreurs, marqueteurs, tapissiers, sont désormais légion dans le quartier de Saint-Antoine et le concours d'artisans étrangers permet l'utilisation de techniques nouvelles ou de matériaux exotiques. La verrerie fait aussi son entrée dans le quartier, le roi accordant une subvention exceptionnelle pour l'installation d'une manufacture de verre vénitien, qui deviendra, en 1692, la Compagnie de Saint-Gobain. Au début du XVIIIe siècle, un millier de menuisiers et ébénistes sont vite rejoints par une myriade de façonniers, afin d'inonder de leurs créations tous les hôtels particuliers de Paris. De là lui viendra son surnom de « faubourg du meuble ».
Un demi-siècle plus tard, le quartier Saint-Antoine est le plus peuplé de Paris. Indigents et ouvriers grouillent sur le pavé, formant dans la capitale un foyer d'agitation à nul autre pareil. Le caractère villageois du faubourg Saint-Antoine va cependant persister, si l'humeur de ses habitants les porte aux insurrections. On parlera d'un « cratère d'or » d'où s'échappe le plus souvent la lave révolutionnaire.

#### Population
C'est que le faubourg Saint-Antoine était, de ceux qui partaient de Paris vers les provinces, l'un des plus « ouvriers » et composé d'une population durement affrontée aux problèmes économiques tout en participant au luxe d'une clientèle aristocratique dont elle pouvait mesurer la morgue autant que l'importance des privilèges et du pouvoir d'achat. Elle en vivait mais la jalousait. À une humeur chatouilleuse peu de choses sont nécessaires pour que l'énergie s'enflamme et tel un vent tournant se porte là où des meneurs, qui surgissent toujours dans ce genre de situation, désignent un but. Dans ses actions spontanées, imprécatoires et portées au vandalisme, la population du faubourg Saint-Antoine annonce le rôle que jouera la foule dans ses colères les plus ravageuses en 1792 et 1793.

### LaRévolution française
Dès le 28 avril 1789, une semaine avant la réunion des États généraux, un groupe porté à la colère par les initiatives malheureuses de Réveillon provoqua l'incendie de la manufacture de papiers peints.

#### L'émeute de Réveillon
Au coin de la rue du Faubourg-Saint-Antoine et de la rue de Montreuil, le fabricant avait installé dans la maison de la Folie Titon sa manufacture de papiers peints et veloutés qui employait quatre cents ouvriers. En avril 1789, il propose une diminution du salaire des employés de manufactures, mesure qui aurait surtout touché les plus pauvres et s'avéra très impopulaire. Le 28 avril 1789, la manufacture fut mise à sac et incendiée. On citait, parmi les agitateurs qui auraient encouragé l'attaque, Philippe Égalité en personne. Les Gardes français tirèrent sur la foule au soir du 28 avril, il y eut environ 300 morts qui furent enfouis dans les catacombes et un millier de blessés. L'émeute de Réveillon est une des plus sanglantes de la Révolution, une grande rancœur dans la foule, et une fixation au faubourg Saint-Antoine de la colère qui va exploser le 14 juillet 1789.

#### Prise de la Bastille
Lors de la prise de la Bastille (le 14 juillet 1789), une grande partie des émeutiers proviendra du faubourg Saint-Antoine.

#### Lajournée du 10 août 1792
C'est du faubourg Antoine, rebaptisé provisoirement sous cette forme plus laïque, que part le gros du cortège à l'assaut des Tuileries, le 10 août 1792, mené par le brasseur Antoine Joseph Santerre, dont le dépôt de bière, à l'enseigne Hortensia, servira de ralliement insurrectionnel. Les grandes journées révolutionnaires doivent leur succès à l'apport populaire du faubourg Saint-Antoine.

#### Émeutes des journées de Prairial an III
Le 1er Prairial an III (20 mai 1795), des émeutiers levés dans les sections jacobines de Saint-Antoine et Saint-Marceau envahissent la salle de la Convention pour réclamer du pain et l'application de la Constitution de 1793. Le député Jean Féraud, qui tente de s'interposer, est abattu et sa tête tranchée et portée au bout d'une pique jusqu'au président de l'Assemblée, Boissy d'Anglas. L'émeute s'estompe mais rebondit le 4. À l'angle de la rue de Charonne est dressée ce jour-là l'une des barrières bouchant le faubourg Saint-Antoine sur laquelle s'affrontent les Thermidoriens et les émeutiers. Le faubourg tombe, pour la première fois depuis 1789. S'ensuivra une longue série d'arrestations marquant le début de la répression.
La Révolution, qui tira pourtant beaucoup d'énergie du faubourg Saint-Antoine, sonna néanmoins le glas du rayonnement économique du quartier. En effet, la plupart des nobles et des riches bourgeois qui s'approvisionnaient autrefois dans les ateliers du faubourg, étaient ruinés, exilés ou avaient été exécutés. Plusieurs ateliers firent faillite et de nombreux ouvriers étrangers s'enfuirent[réf. nécessaire]. Et si le bois reste ensuite la première activité du quartier, c'est la diversification et l'industrialisation qui le sauveront d'une mort certaine[réf. nécessaire]. Profitant de la révolution industrielle qui permet l'amélioration des techniques de fabrication, l'artisanat du meuble se reconvertit en manufactures. Viennent s'y ajouter de nouveaux métiers tels le textile ou la chaudronnerie.

### LaRestauration
Le 9 juin 1820, lors des obsèques de Nicolas Lallemand, étudiant abattu par un Garde royal lors des troubles apparus lors d'un projet de loi sur le double vote, la manifestation sur les boulevards se grossit de nombreux ouvriers issus du faubourg Saint-Antoine.
Le vivier révolutionnaire du faubourg Saint-Antoine réapparaît lors des émeutes de 1830. Le 26 juillet, la promulgation des ordonnances de Saint-Cloud provoque la révolte des Parisiens. Dans le faubourg se dressent les premières barricades.
En réaction, la mise en place aux extrémités de la rue des statues des rois Saint Louis et Philippe-Auguste sur les colonnes du Trône (1843) d'une part, et du Génie de la Bastille sur la colonne de Juillet (1840) d'autre part, chacune tournant le dos au faubourg, lui valut le surnom de « faubourg des Trois-Culs ».

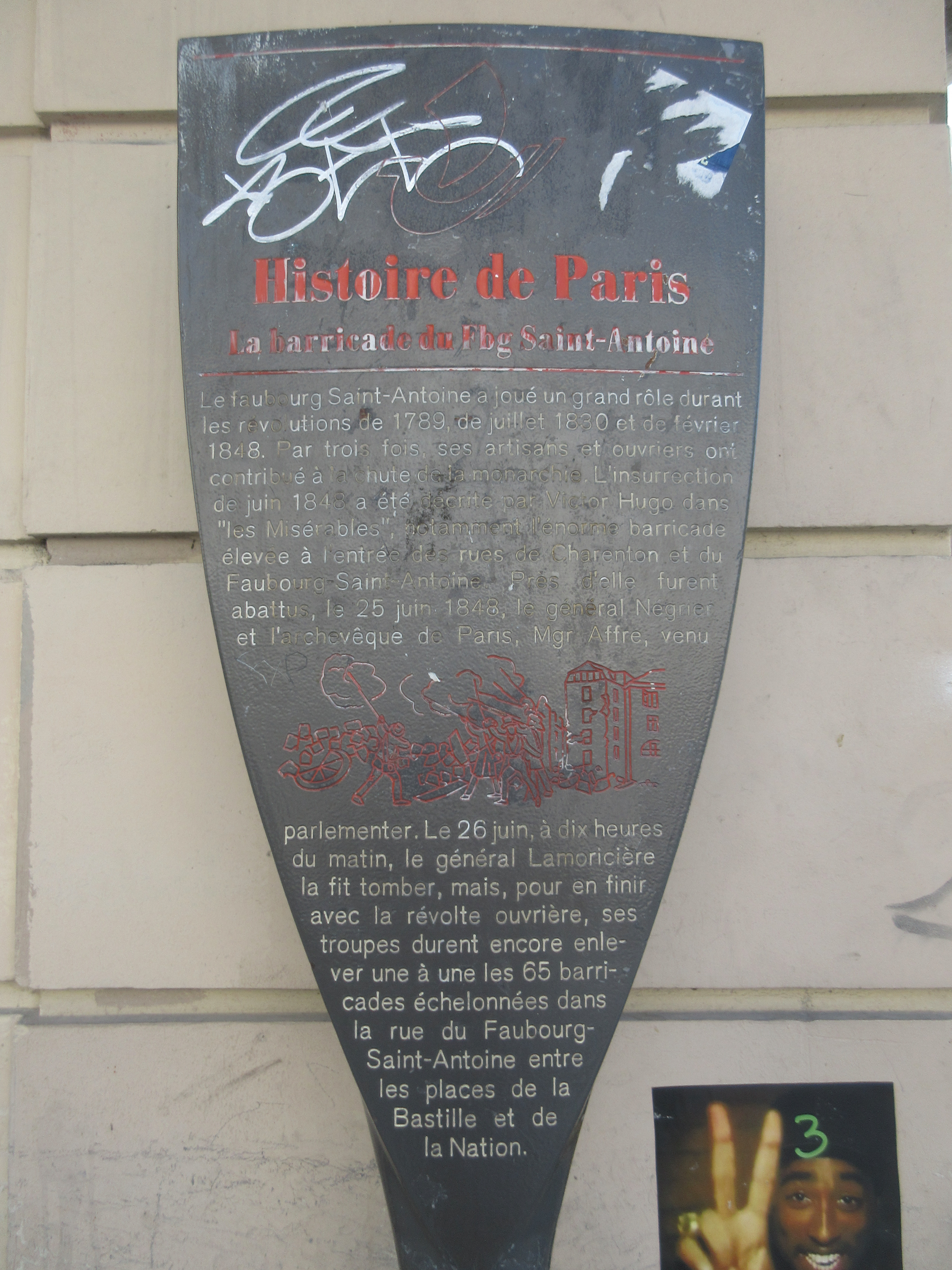
Panneau Histoire de Paris
« La Barricade du Faubourg Saint-Antoine »

Le 13 septembre 1841, le duc d’Aumale, qui rentre d'Afrique et défile en tête de ses troupes, manque d'être assassiné d'un coup de pistolet par François Quenisset dit Papart, un extrémiste, rue du Faubourg Saint-Antoine,.

### LaRévolution de 1848et laSeconde République
Le 30 septembre 1846, c'est une fois encore du faubourg que sortent les premières agitations contre l'augmentation du prix du pain. La troupe devra intervenir pour rétablir l'ordre. Le 25 juin 1848, ce ne sont pas moins de 29 barricades qui couvrent le faubourg, dernier bastion à finalement se rendre, après la mort de l'archevêque de Paris, Mgr Affre.

### LeSecond Empire

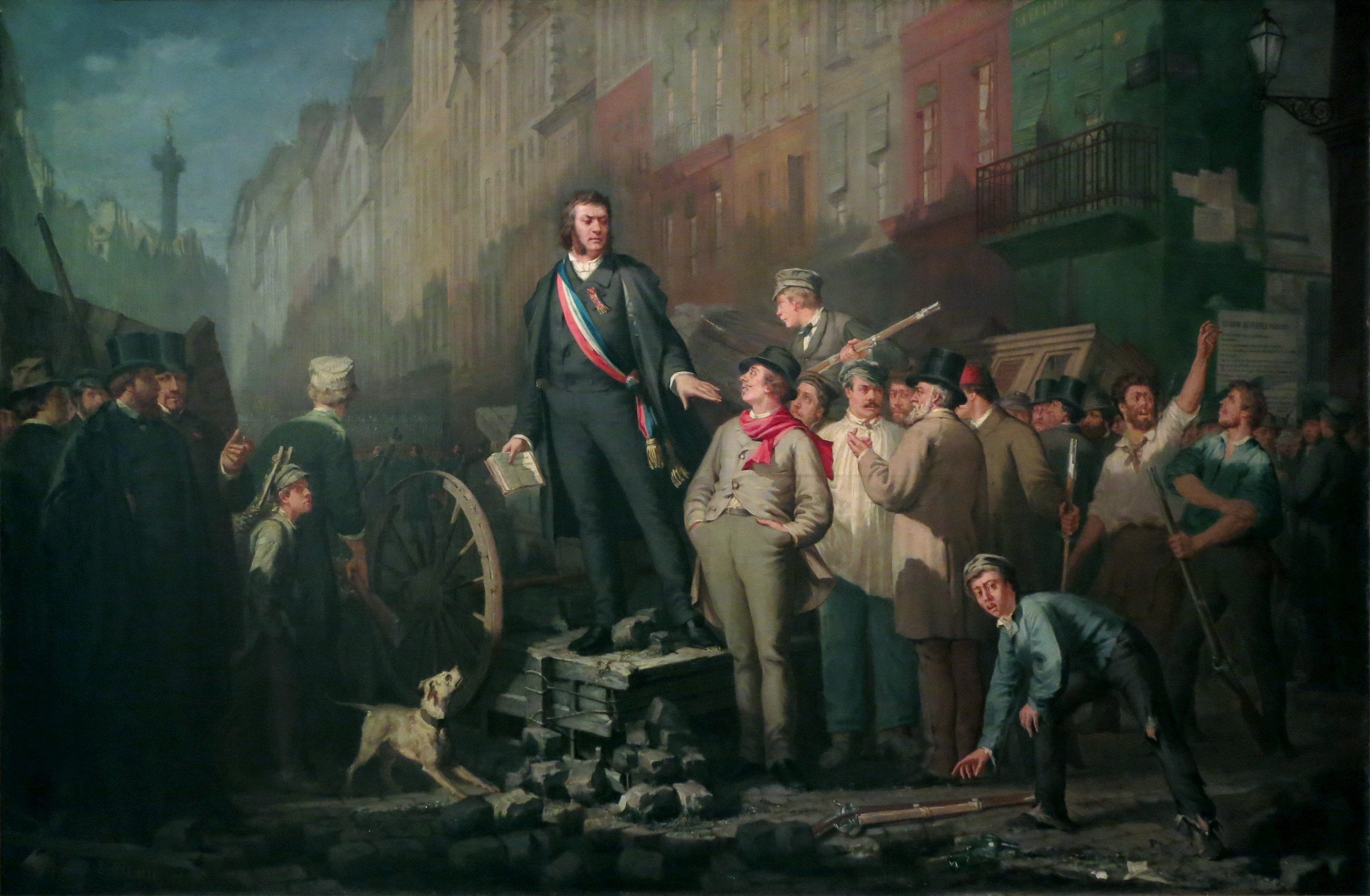
Ernest Pichio, Alphonse Baudin (1811-1851) sur la barricade du faubourg Saint-Antoine, le 3 décembre 1851, musée Carnavalet (Paris).

Après le coup d'État du 2 décembre 1851, Alphonse Baudin, jeune médecin député de l'Ain et ami de Victor Hugo, rédige un manifeste contre Louis-Napoléon Bonaparte. Il monte le lendemain sur les barricades qui s'élèvent dans le faubourg Saint-Antoine. Mais un coup de feu part. La troupe riposte, blessant mortellement le jeune Baudin. L'annonce de sa mort provoque une nouvelle insurrection qui sera finalement écrasée par l'armée.
| À gauche, localisation (au carrefour des rues Trousseau et du Faubourg-Saint-Antoine) de la barricade sur laquelle le député Alphonse Baudin fut tué ; au milieu, le no 151 de la rue avec une plaque commémorative posée au niveau du 2e étage ; à droite, le détail de la plaque. |  | À gauche, localisation (au carrefour des rues Trousseau et du Faubourg-Saint-Antoine) de la barricade sur laquelle le député Alphonse Baudin fut tué ; au milieu, le no 151 de la rue avec une plaque commémorative posée au niveau du 2e étage ; à droite, le détail de la plaque. |  | À gauche, localisation (au carrefour des rues Trousseau et du Faubourg-Saint-Antoine) de la barricade sur laquelle le député Alphonse Baudin fut tué ; au milieu, le no 151 de la rue avec une plaque commémorative posée au niveau du 2e étage ; à droite, le détail de la plaque. |
| À gauche, localisation (au carrefour des rues Trousseau et du Faubourg-Saint-Antoine) de la barricade sur laquelle le député Alphonse Baudin fut tué ; au milieu, le no 151 de la rue avec une plaque commémorative posée au niveau du 2e étage ; à droite, le détail de la plaque. |  | |  | |

Sous l'impulsion de Napoléon III, la préservation des Beaux-Arts redonne un souffle nouveau à la création ébéniste du Faubourg dont l'influence redevient internationale. Cette réputation lui valut d'être connu comme « le faubourg du meuble ».

### LaTroisième Républiqueet laCommune de Paris
En 1860, avec les remodelages du baron Haussmann, la rue du Faubourg-Saint-Antoine sépare deux arrondissements nouvellement créés : le 11e et le 12e.
Lors de la Commune de 1871 se joignent alors aux ébénistes du faubourg Saint-Antoine les ouvriers des chantiers d'Haussmann ainsi que ceux de Belleville ou de Montmartre. Le quartier est l'un des derniers à tomber sous l'avancée des Versaillais de Thiers qui s'achève au cimetière du Père-Lachaise.
En 1899, l'ouvrier orfèvre et anarchiste Georges Deherme fonde au no 157, au débouché de la rue d'Aligre, la première université populaire de France, la Coopération des idées, qui comptera, en 1904, 11 861 membres, dont 80 % d'ouvriers.

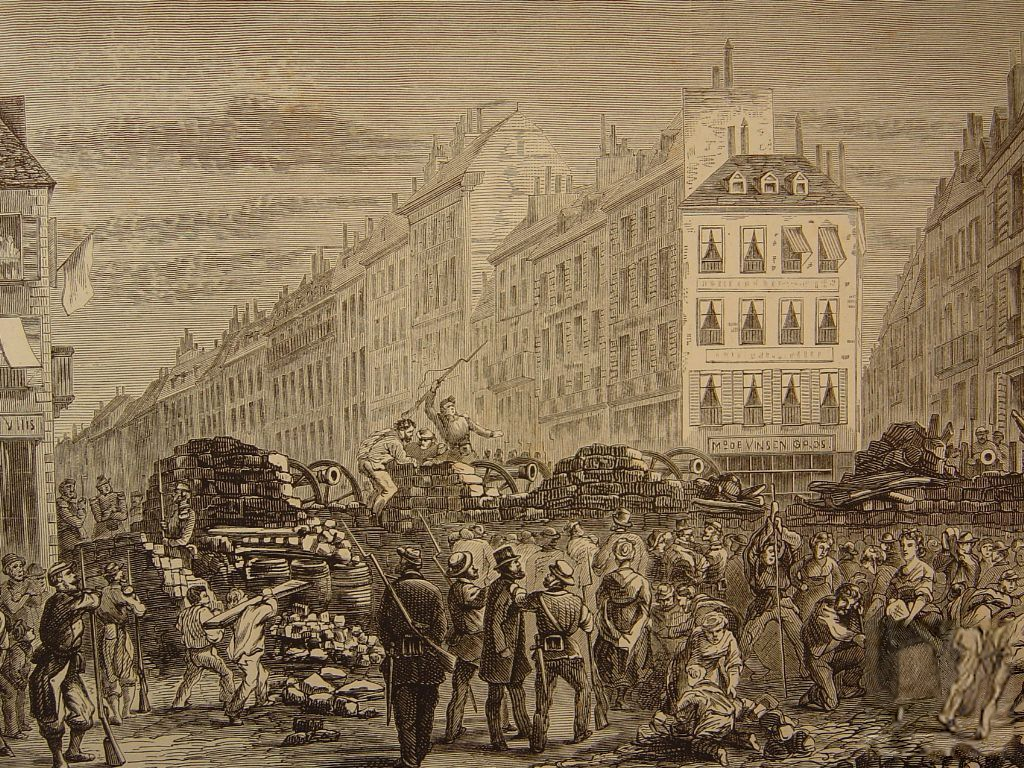
Construction d'une barricade au faubourg Saint-Antoine en 1871
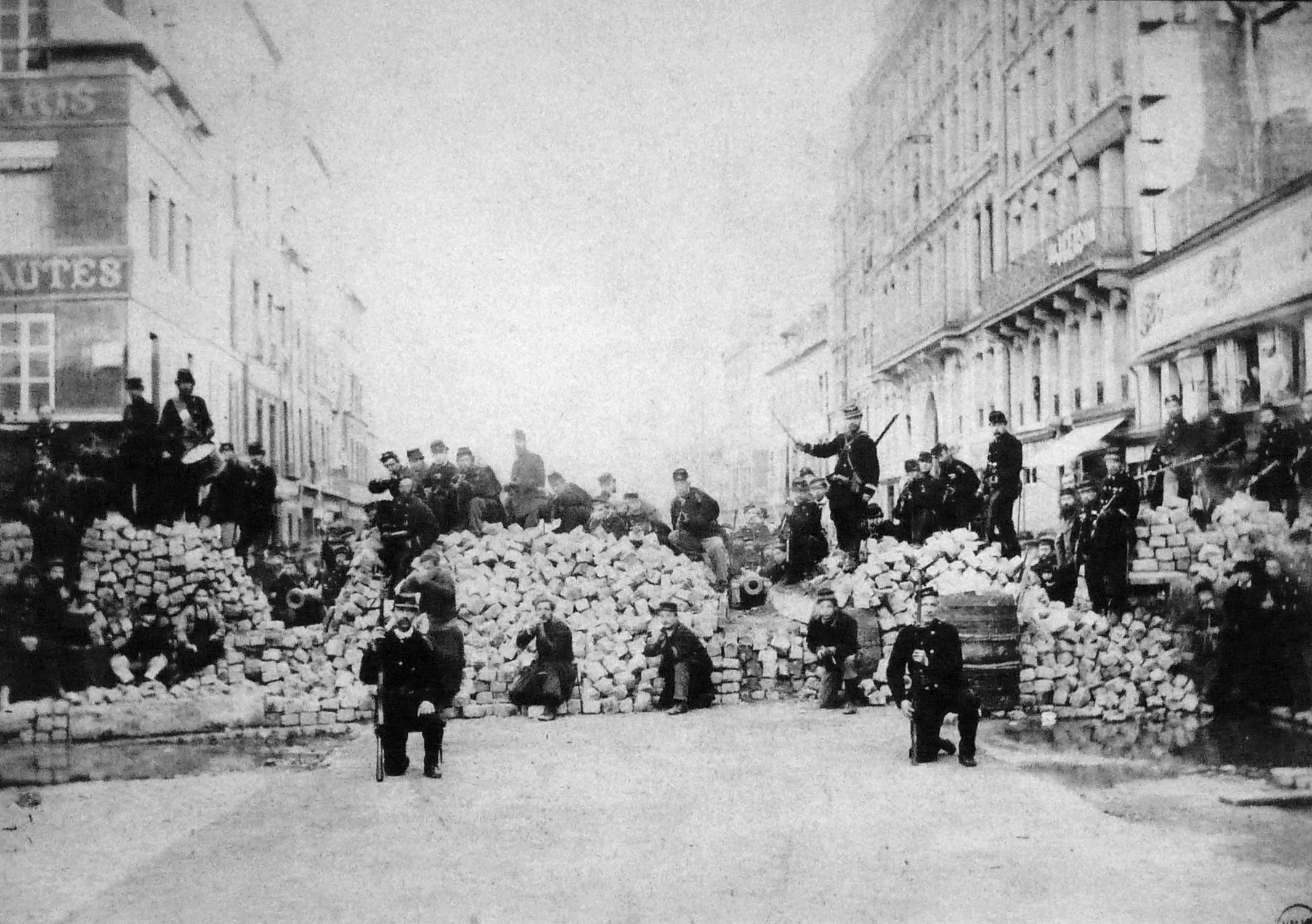
Barricade de la rue du Faubourg Saint-Antoine (côté rue de Charonne)
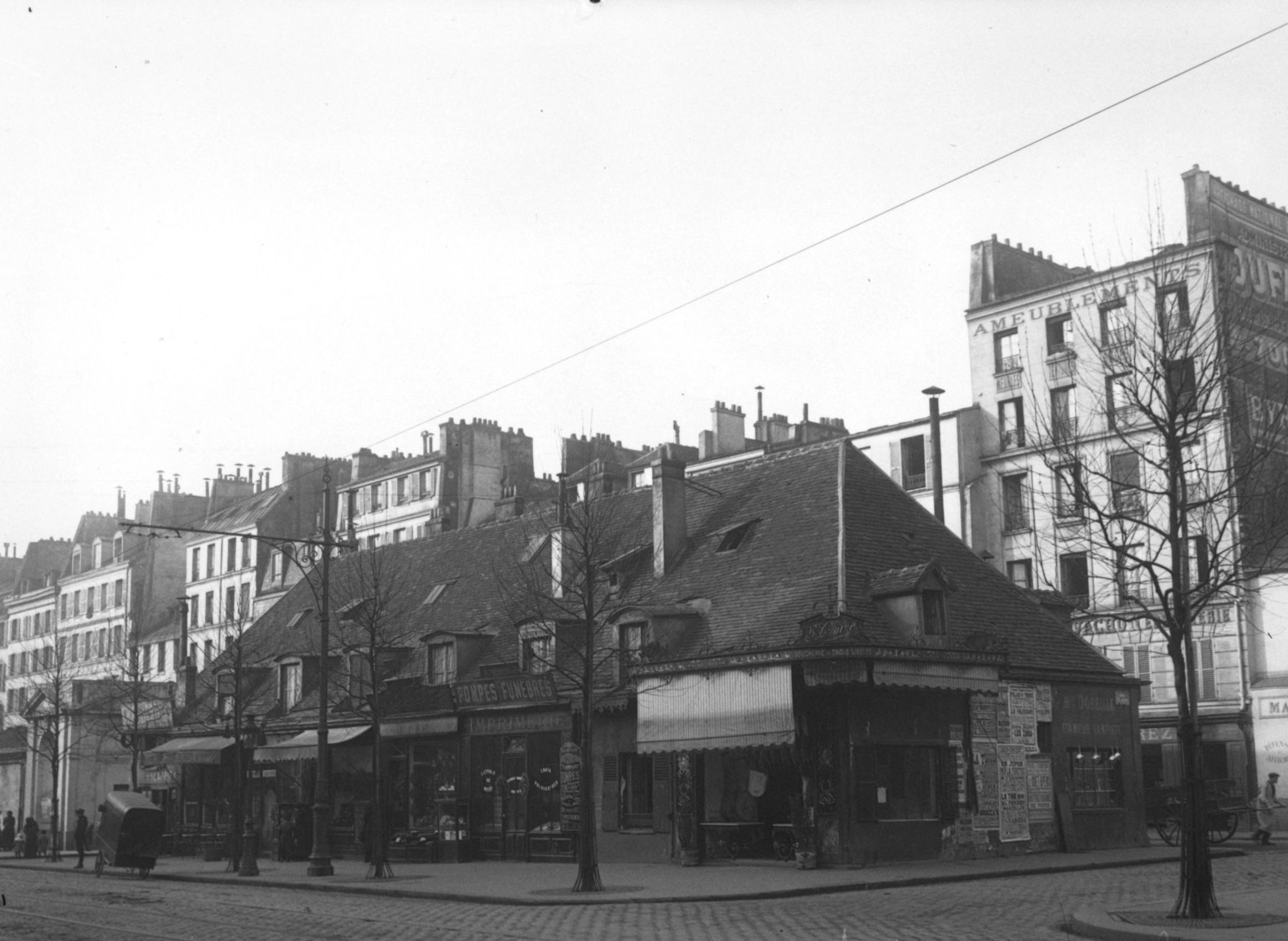
Le faubourg Saint-Antoine en 1913.
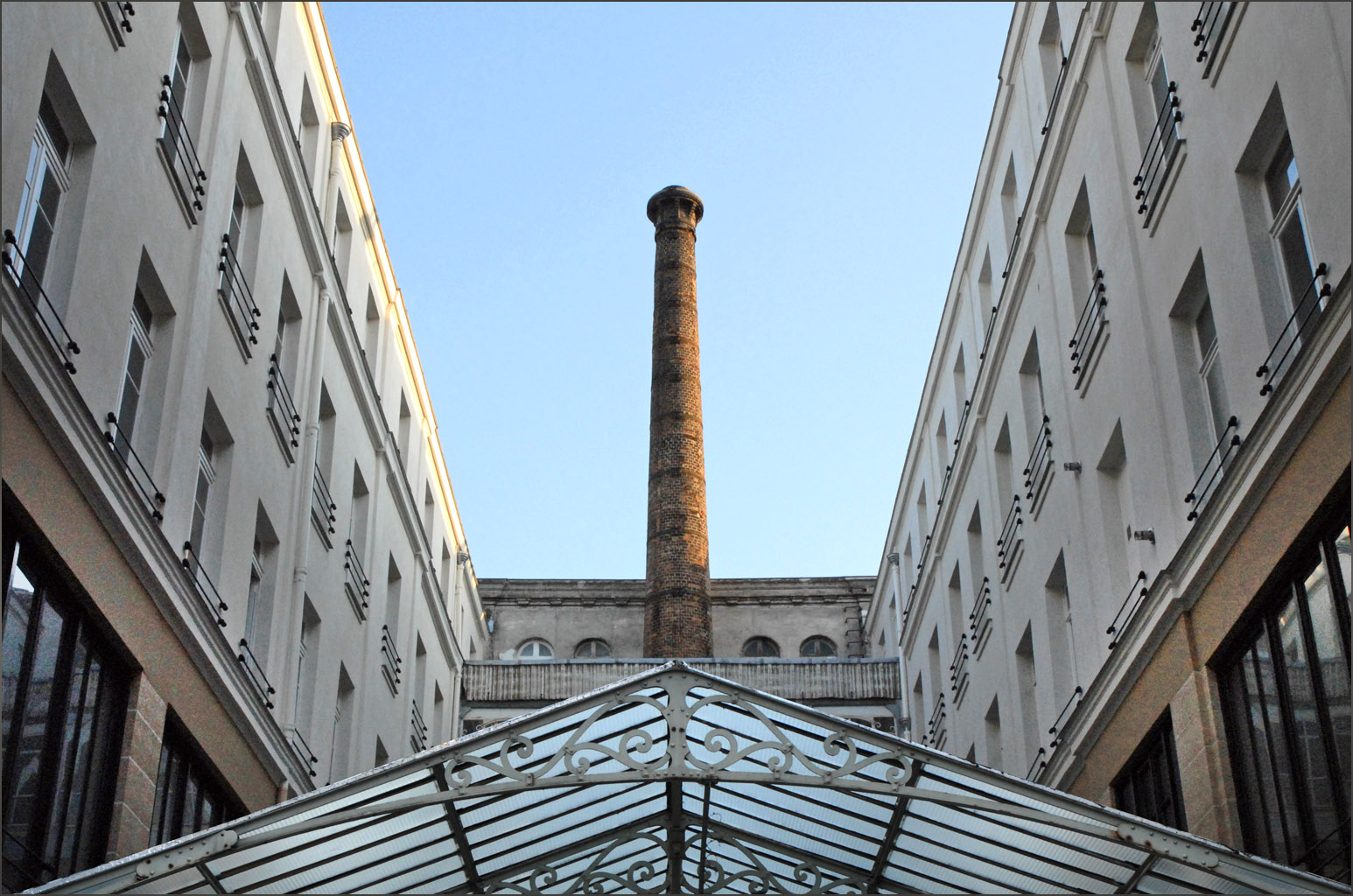
Le passage de l'Innovation

### XXesiècle
Le 11 octobre 1914, durant la Première Guerre mondiale, le no 176 rue du Faubourg-Saint-Antoine est bombardé par un raid effectué par des avions allemands.
Le 30 janvier 1918, le no 184 rue du Faubourg-Saint-Antoine est touché lors d'un raid effectué par des avions allemands.
Le 15 avril 1918 un obus lancé par la Grosse Bertha explose au no 293 rue du Faubourg-Saint-Antoine.

## Bâtiments remarquables et lieux de mémoire

### Numéros impairs
Les numéros impairs correspondent au côté nord de la rue et appartiennent au 11e arrondissement. D'ouest en est, dans le sens des numéros croissants :
- no 1 : débouché sur la place de la Bastille, à l'angle de la rue de la Roquette ; le passage du Cheval-Blanc s'ouvre également sur cet angle
- no 5 : cinéma La Bastille
- no 21 : cité Parchappe
- no 25 : immeuble de 1893-1894 (architecte Charles Montalto)
- nos 27-29 : sous une verrière métallique et dans un cadre classé monument historique, l'ESAT-CAT Bastille, établissement d'aide par le travail, emploie près de cent personnes reconnues travailleurs handicapés. On y trouve également le restaurant La Cour du Faubourg.
- nos 31-39 : ensemble de cinq immeubles (inscrit au titre des monuments historiques en 1996)[8]
- no 45 : cour Saint-Louis
- no 47 : cour du Nom-de-Jésus
- no 57 : cour Viguès
- no 63, à l'angle de la rue de Charonne : fontaine de Charonne, dite « fontaine Trogneux »
- entre les nos 63 et 65 : rue de Charonne
- no 71 : cour des Shadoks
- no 75 : cour de l'Étoile-d'Or
- nos 81-83 : cour des Trois-Frères
- no 89 : cour de la Maison-Brûlée
- no 95 : cour de l'Ours
- entre les nos 99 et 109 : avenue Ledru-Rollin
- no 115 : passage de la Bonne-Graine
- no 127 : cour du Saint-Esprit
- no 133 : passage de la Main-d'Or
- entre les nos 147 et 153 : rue Trousseau
- no 157 première université populaire de France, la Coopération des idées
- no 159 : passage Saint-Bernard
- entre les nos 165 et 167 : rue de la Forge-Royale
- entre les nos 183 et 185 : rue Saint-Bernard
- nos 185-187-189 : maisons à pignon
- entre les nos 191 et 225 : séparation de la rue par un terre-plein central, dont la partie est dénommée place Mireille-Havet
- au droit des nos 211 et 213 : fontaine de Montreuil, sur le terre-plein central
- entre les nos 225 et 235 : rue Faidherbe et rue de Montreuil
- entre les nos 261 et 263 : rue Roubo
- entre les nos 285 et 287 : rue Marguerite-Gonnet
- entre les nos 301 et 303 : rue des Boulets et rue Chevreul
- entre les nos 307 et 309 : rue des Immeubles-Industriels
- no 323 : débouché sur la place de la Nation

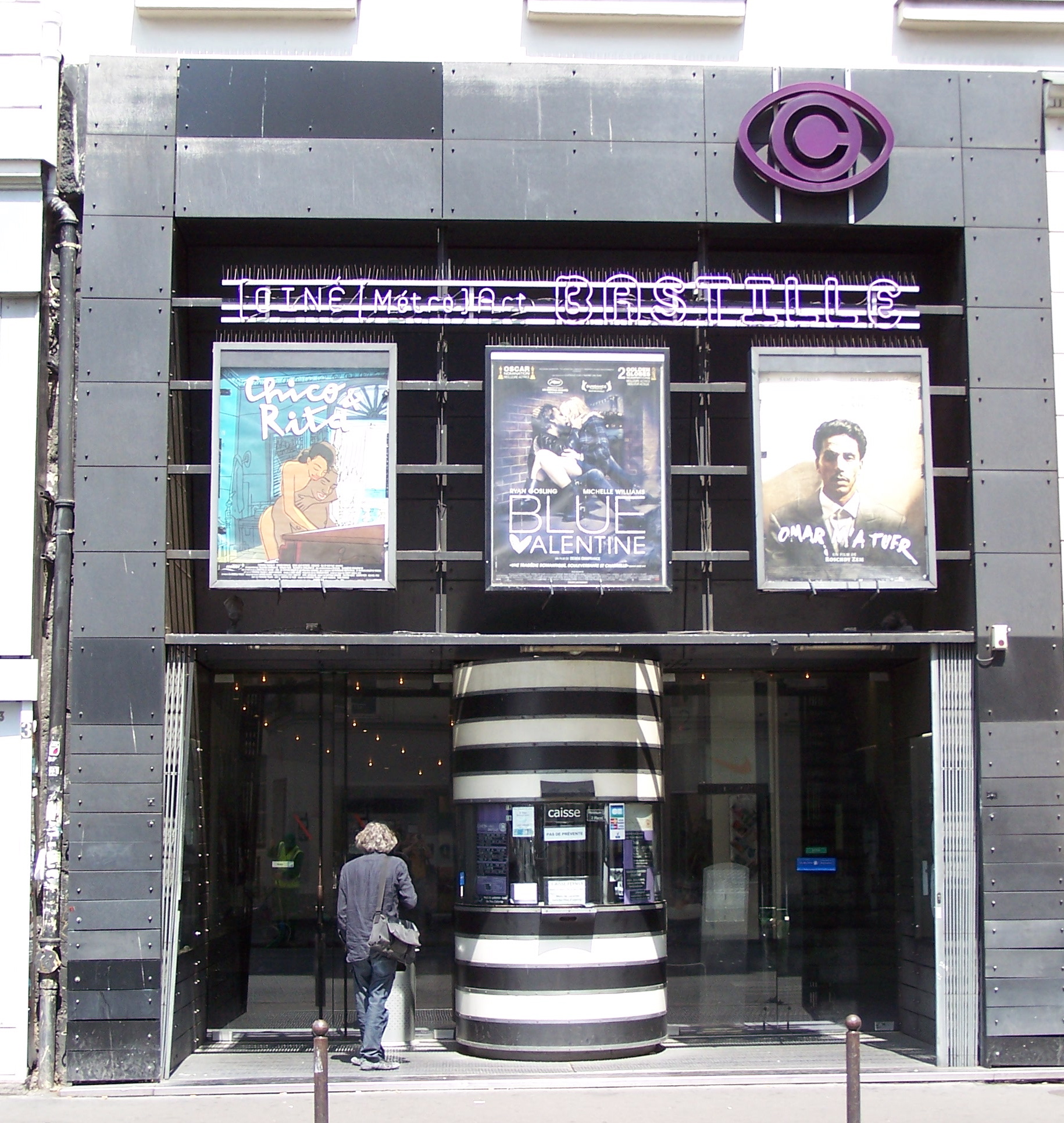
Cinéma La Bastille (no 5).
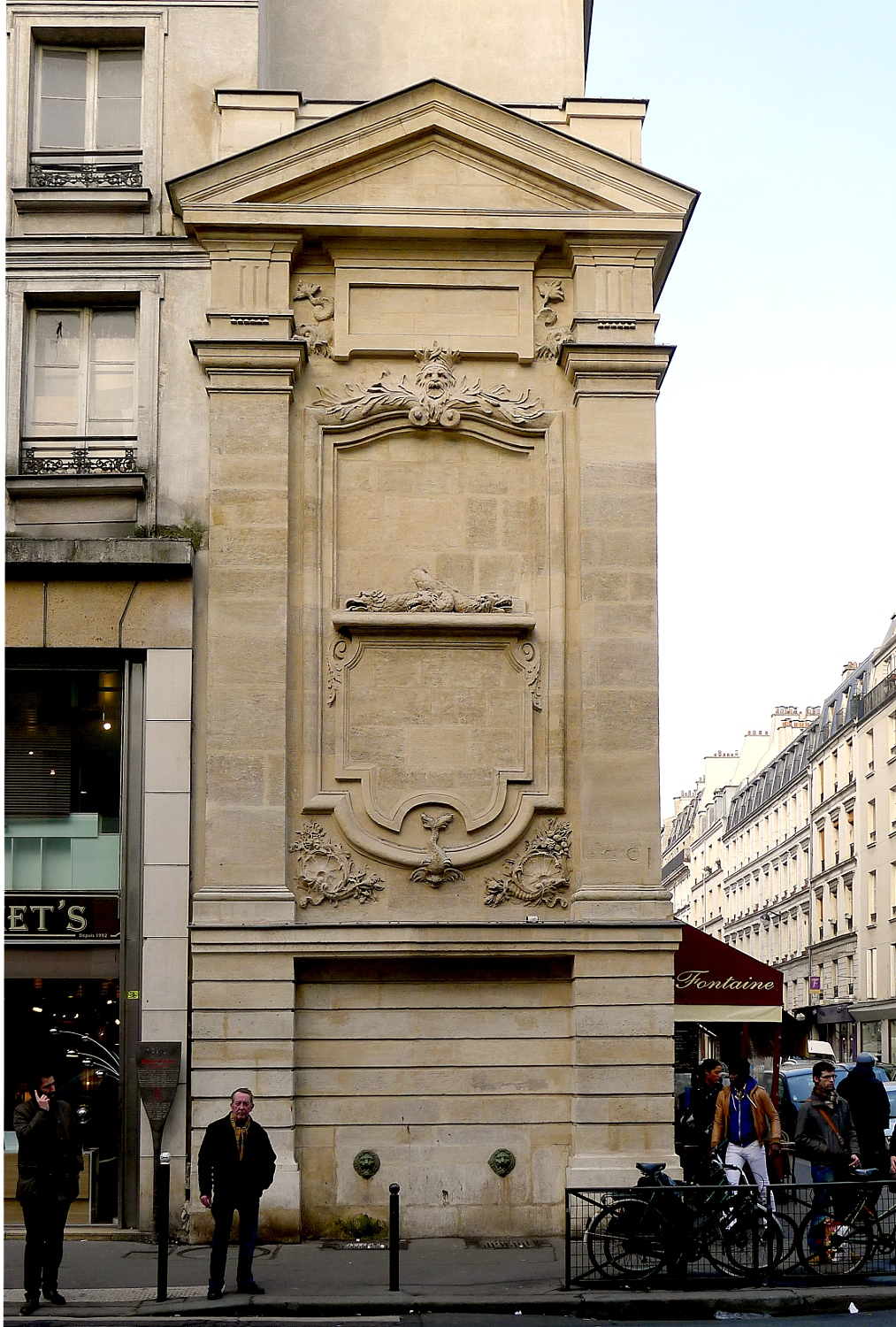
Fontaine Trogneux ou de Charonne (no 61), Jean Beausire (1719).
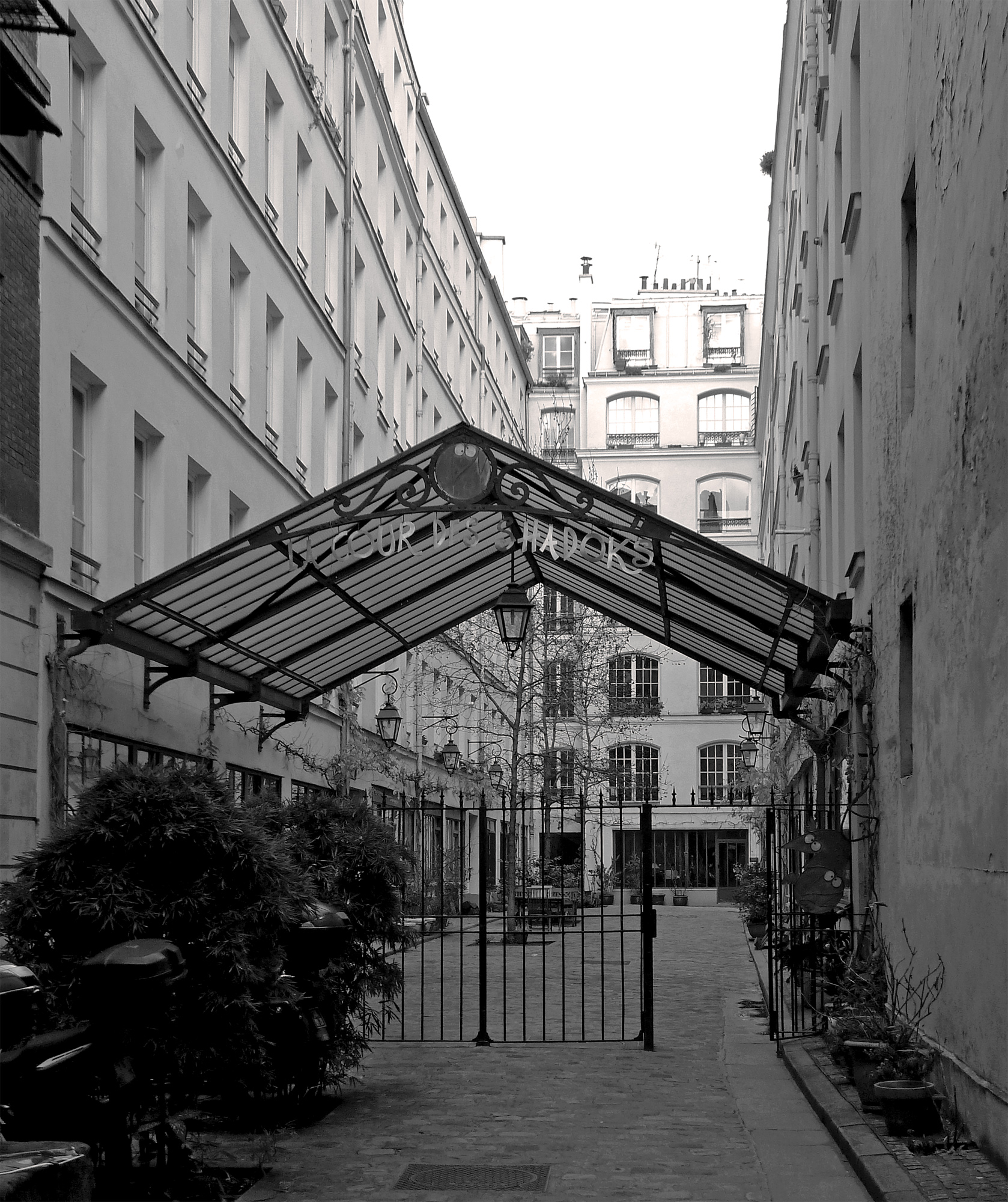
Cour des Shadoks (no 71).
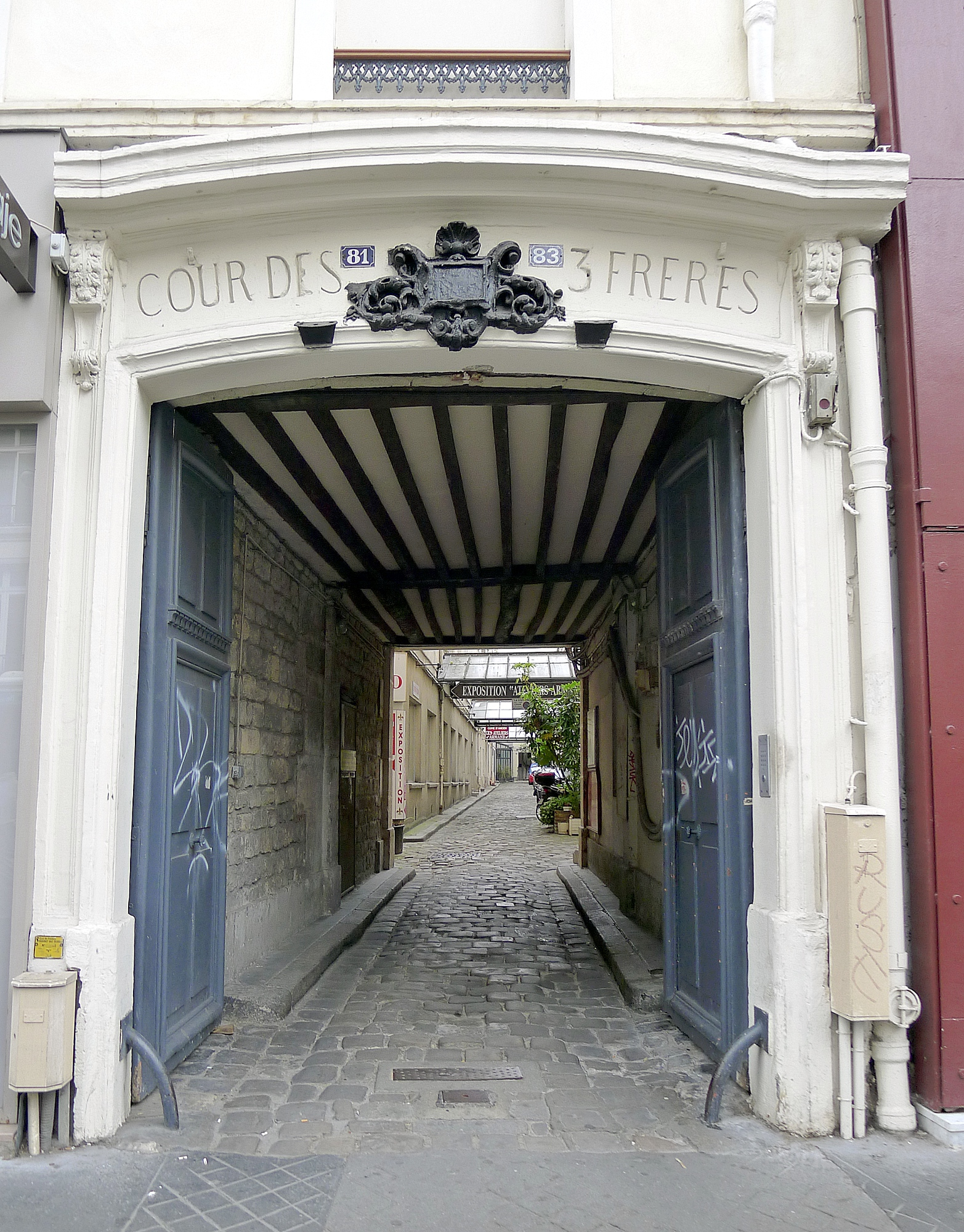
Entrée de la cour des Trois-Frères (nos 81-83).
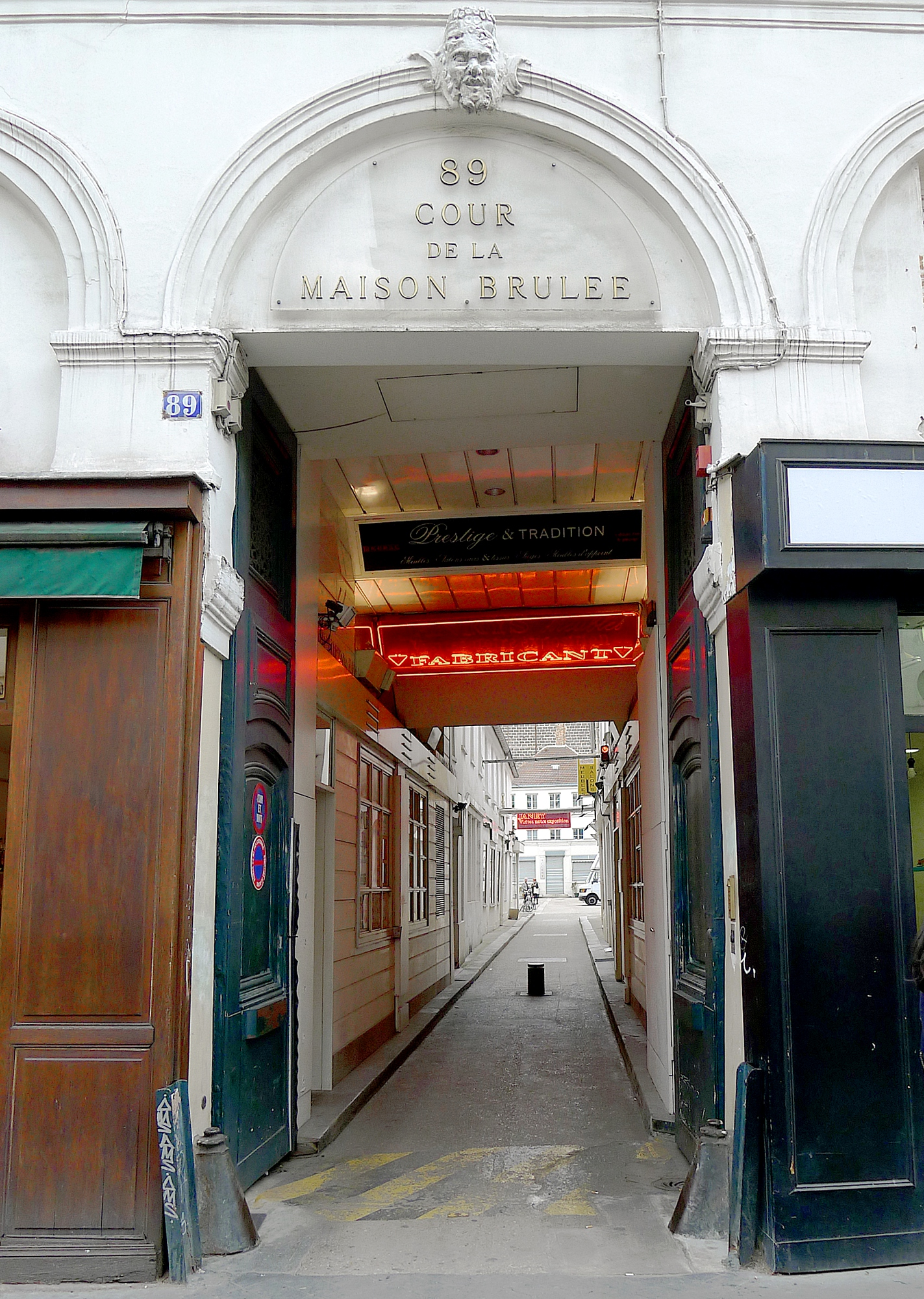
Entrée de la cour de la Maison-Brûlée (no 89).
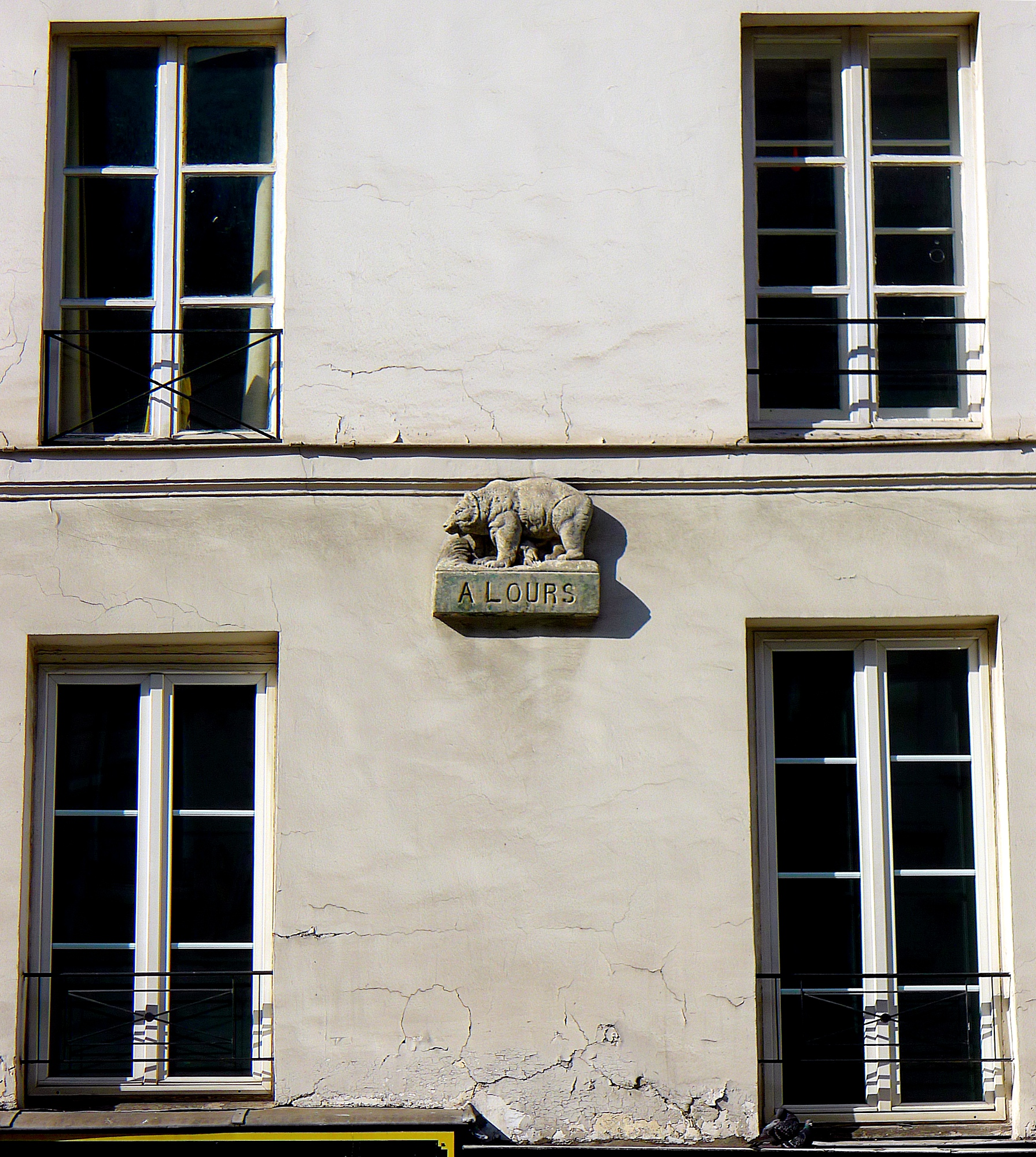
L'ours figurant au-dessus de l'entrée de la cour de l'Ours (no 95).
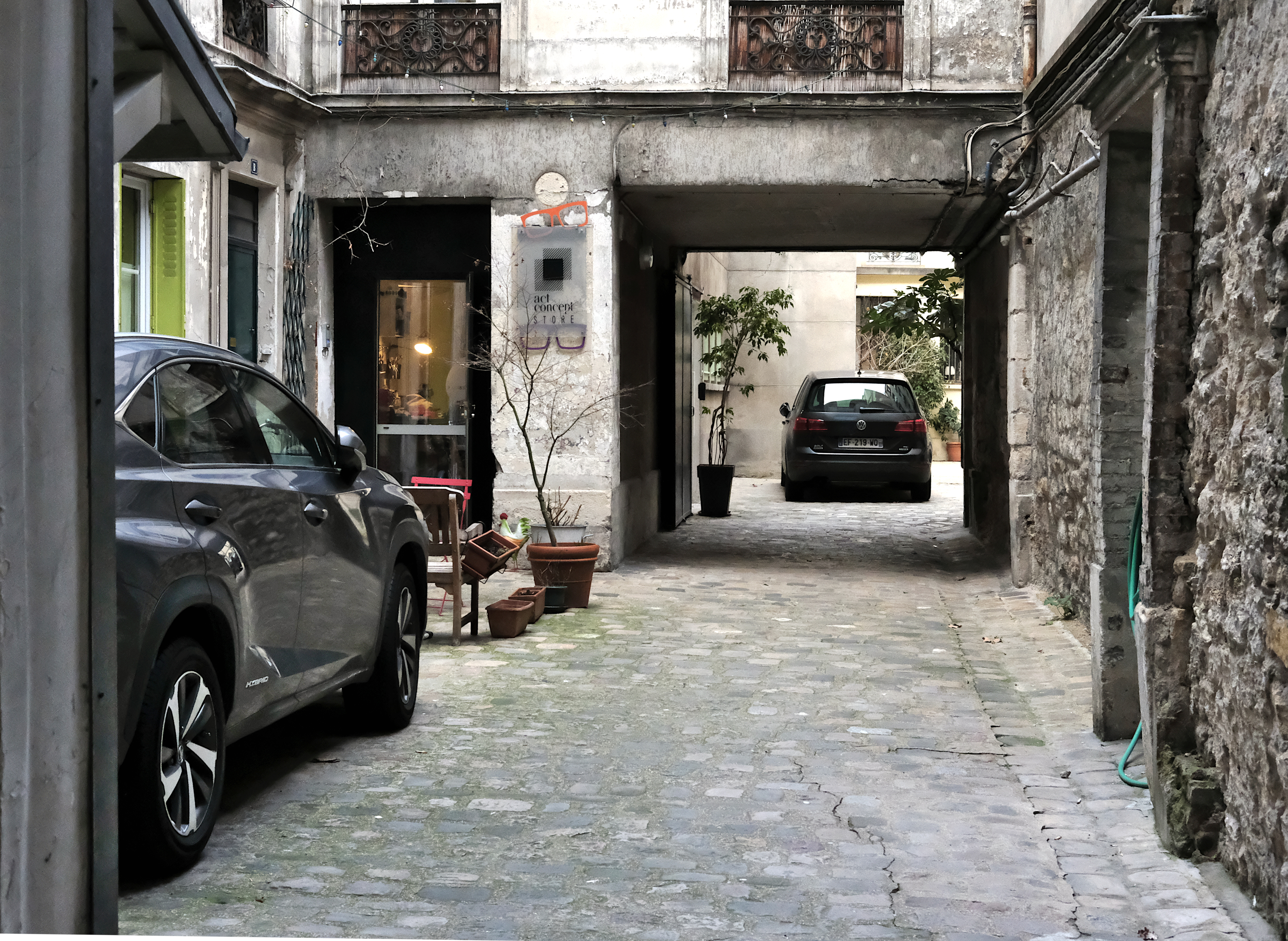
Cour du no 123.
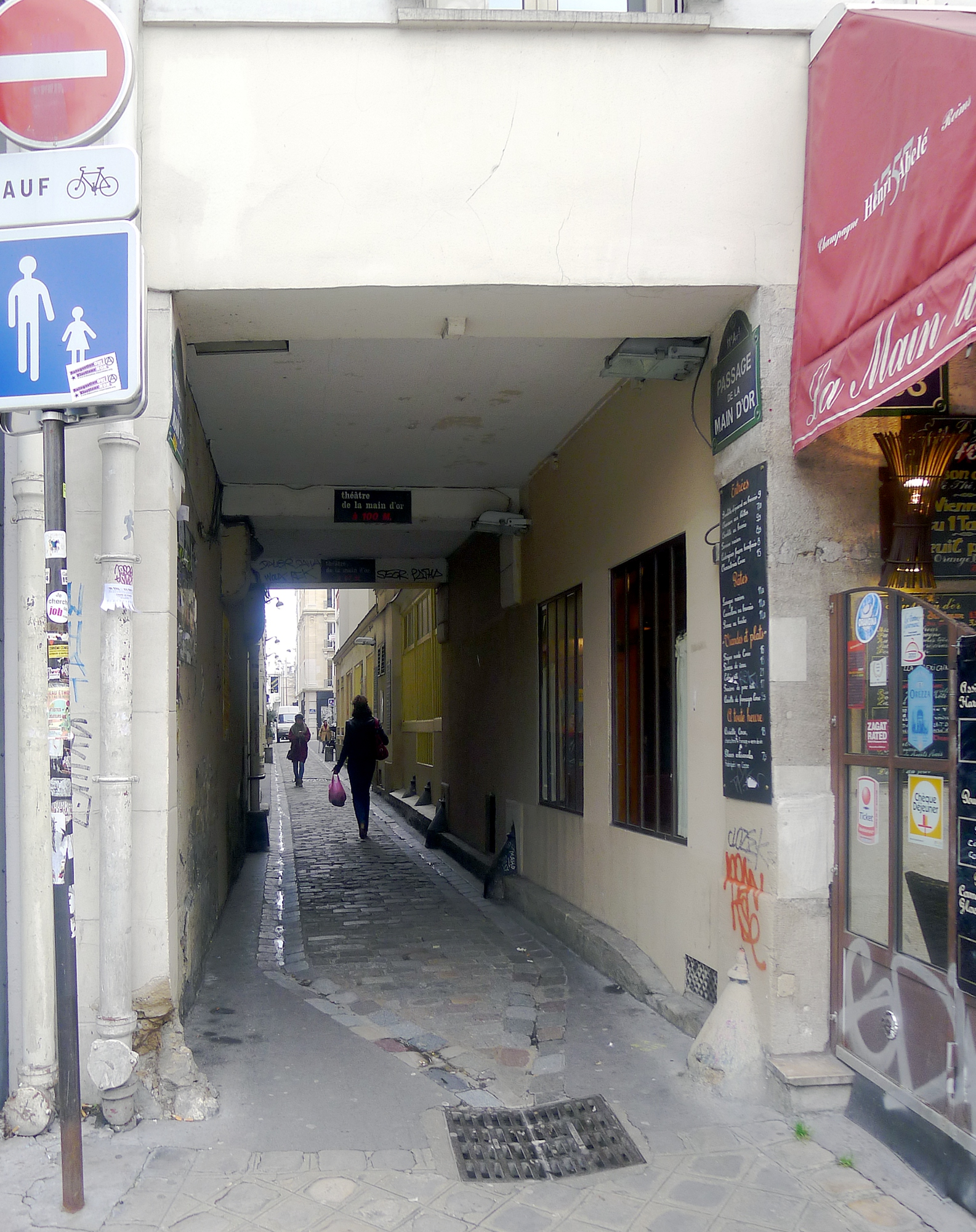
Entrée du passage de la Main-d'Or (no 133).
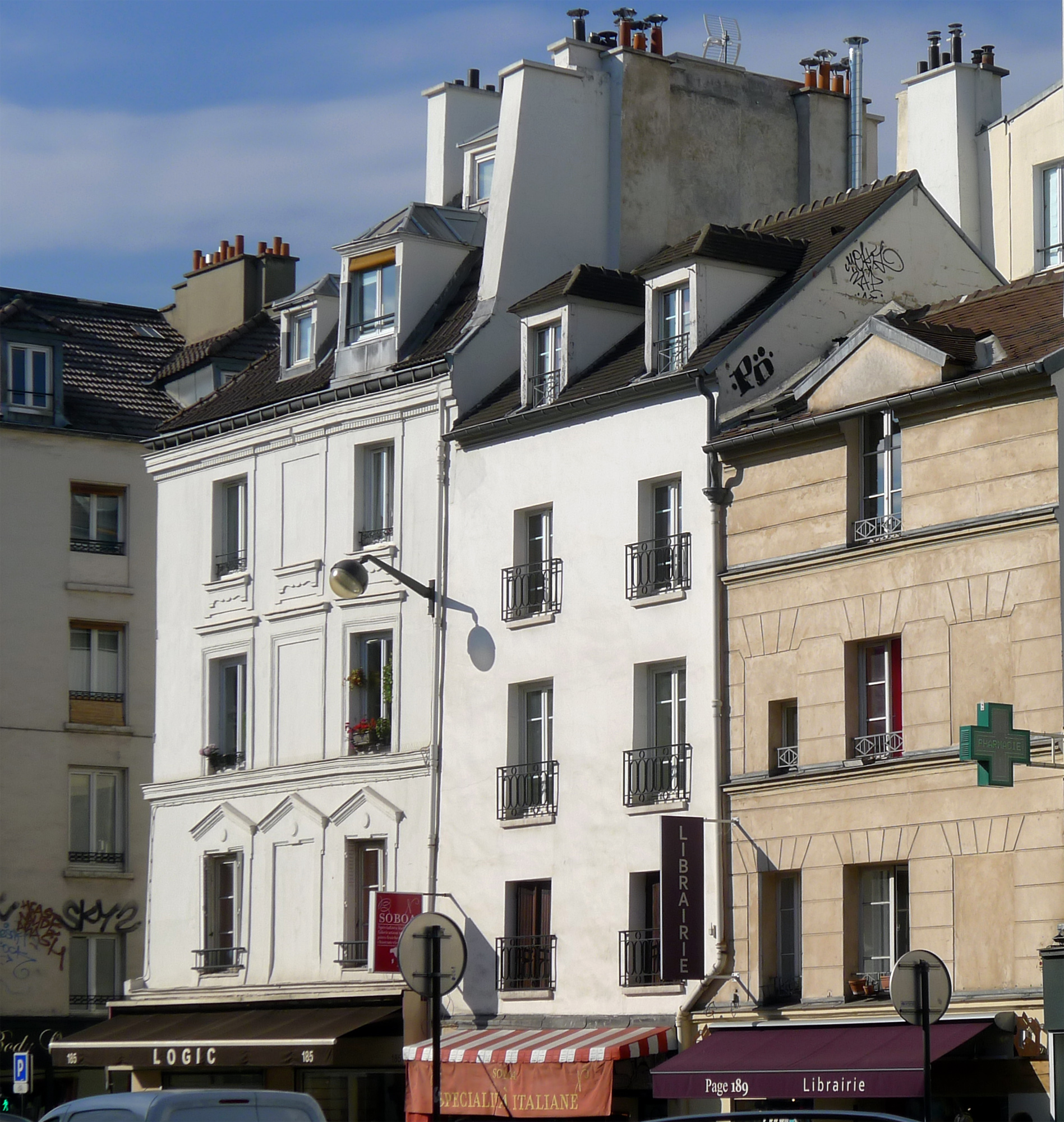
Maisons à pignon (nos 185, 187 et 189).
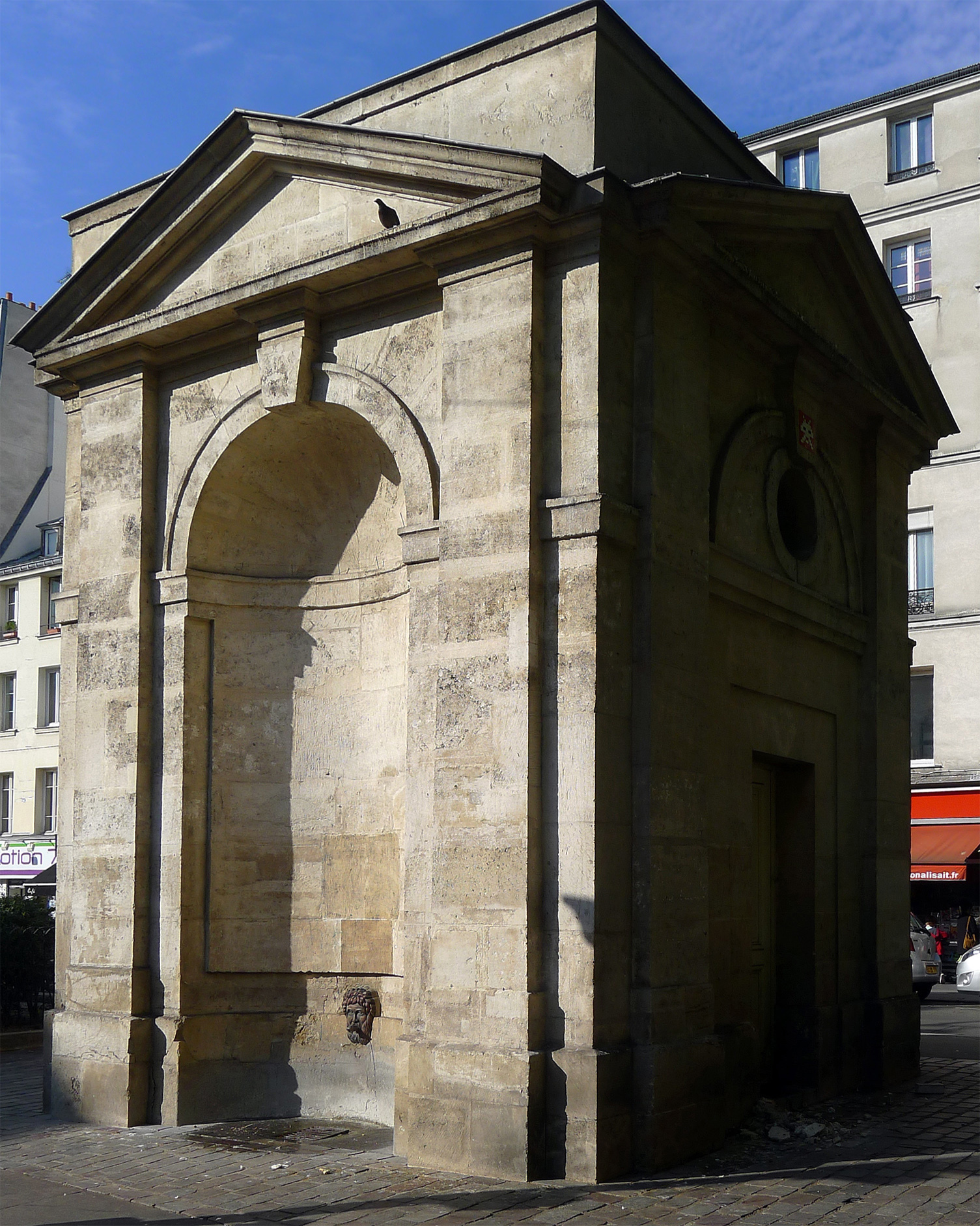
Fontaine de Montreuil, dite aussi de la Petite-Halle (nos 211-213).

### Numéros pairs
Les numéros pairs correspondent au côté sud de la rue et appartiennent au 12e arrondissement. D'ouest en est, dans le sens des numéros croissants :
- no 2 : débouché sur la place de la Bastille, à l'angle de la rue de Charenton
- nos 46-48 : bar le Barrio Latino (ancien magasin de meubles Gouffé, inscrit au titre des monuments historiques en 1992). La structure métallique du 46 est de Gustave Eiffel.
- no 50 : passage de la Boule-Blanche
- no 56 : cour du Bel-Air
- no 66 : passage du Chantier
- no 74 : cour des Bourguignons. Cette vaste et impressionnante cour industrielle a été construite en 1880 et 1885, il s'agissait de la scierie de M. Hollande. Dominée par une haute cheminée de brique, elle comprend des bâtiments symétriques et une verrière métallique classée. La région Île-de France en a fait un lieu du design depuis 2009 (centre ressource du design francilien).
- entre les nos 80 et 82 : rue Saint-Nicolas
- no 84 : le sculpteur Pierre-Jules Mêne (1810-1879) y est né[9]
- entre les nos 96 et 100 : avenue Ledru-Rollin et rue Traversière
- entre les nos 106 et 112 : rue Antoine-Vollon
- no 112 : square Armand-Trousseau
- entre les nos 112 et 118 : rue Charles-Baudelaire
- entre les nos 126 et 128 : rue de Cotte et rue Crozatier
- entre les nos 128 et 138 : rue d'Aligre
- entre les nos 160 et 164 : rue de Cîteaux
- entre les nos 182 et 186 : place du Docteur-Antoine-Béclère, donnant sur l'entrée de l'hôpital Saint-Antoine
- entre les nos 198 et 202 : rue Chaligny et rue de Reuilly
- no 210 : Centre de formation des journalistes (CFJ) et l'École W (Université Paris-Panthéon-Assas)
- entre les nos 238 bis et 240 : rue Claude-Tillier
- no 262 : Fondation Eugène-Napoléon et jardin de la Fondation Eugène-Napoléon
- entre les nos 262 et 264 : rue de Picpus
- no 280 : débouché sur la place de la Nation

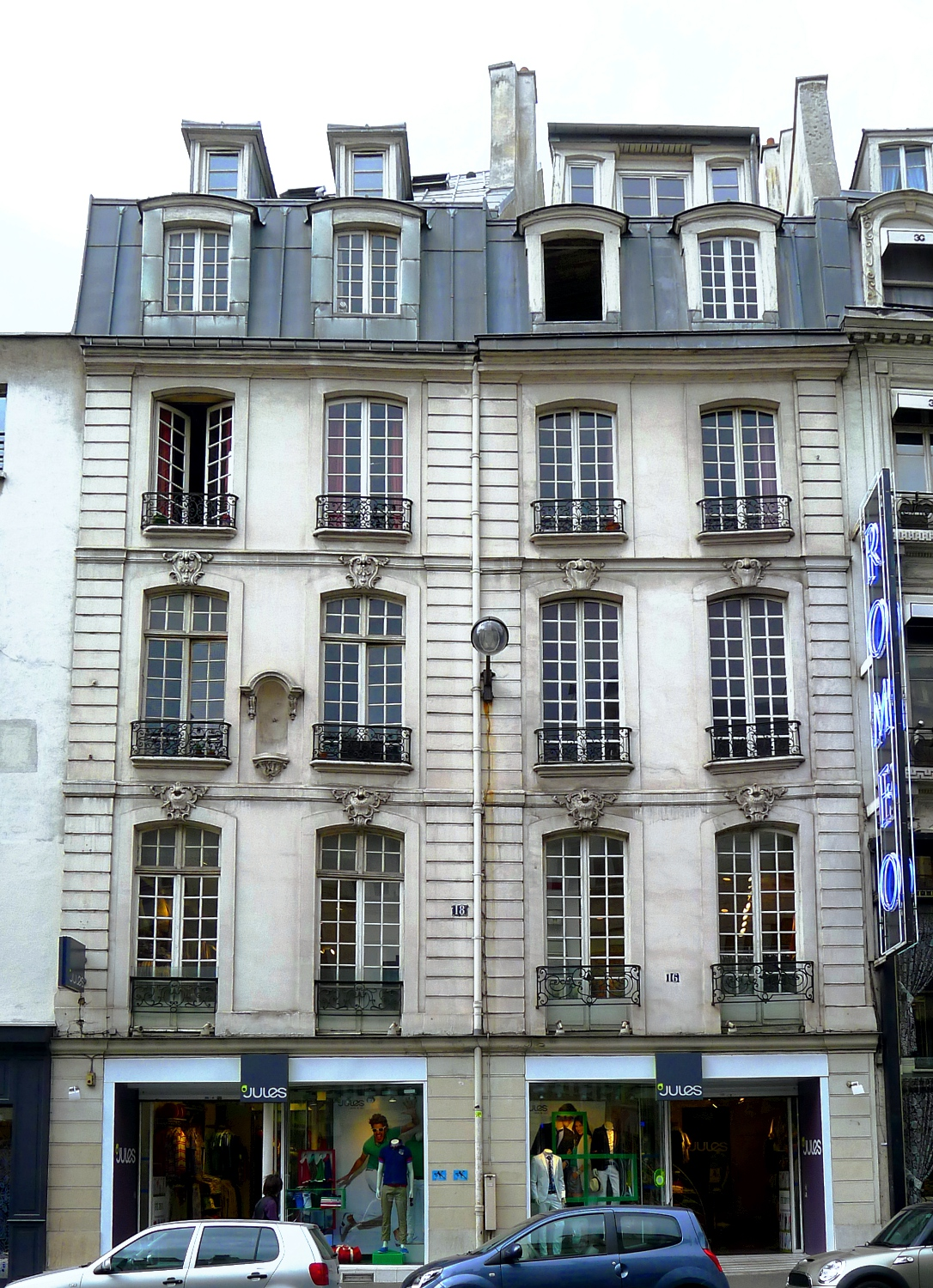
Immeuble no 18.
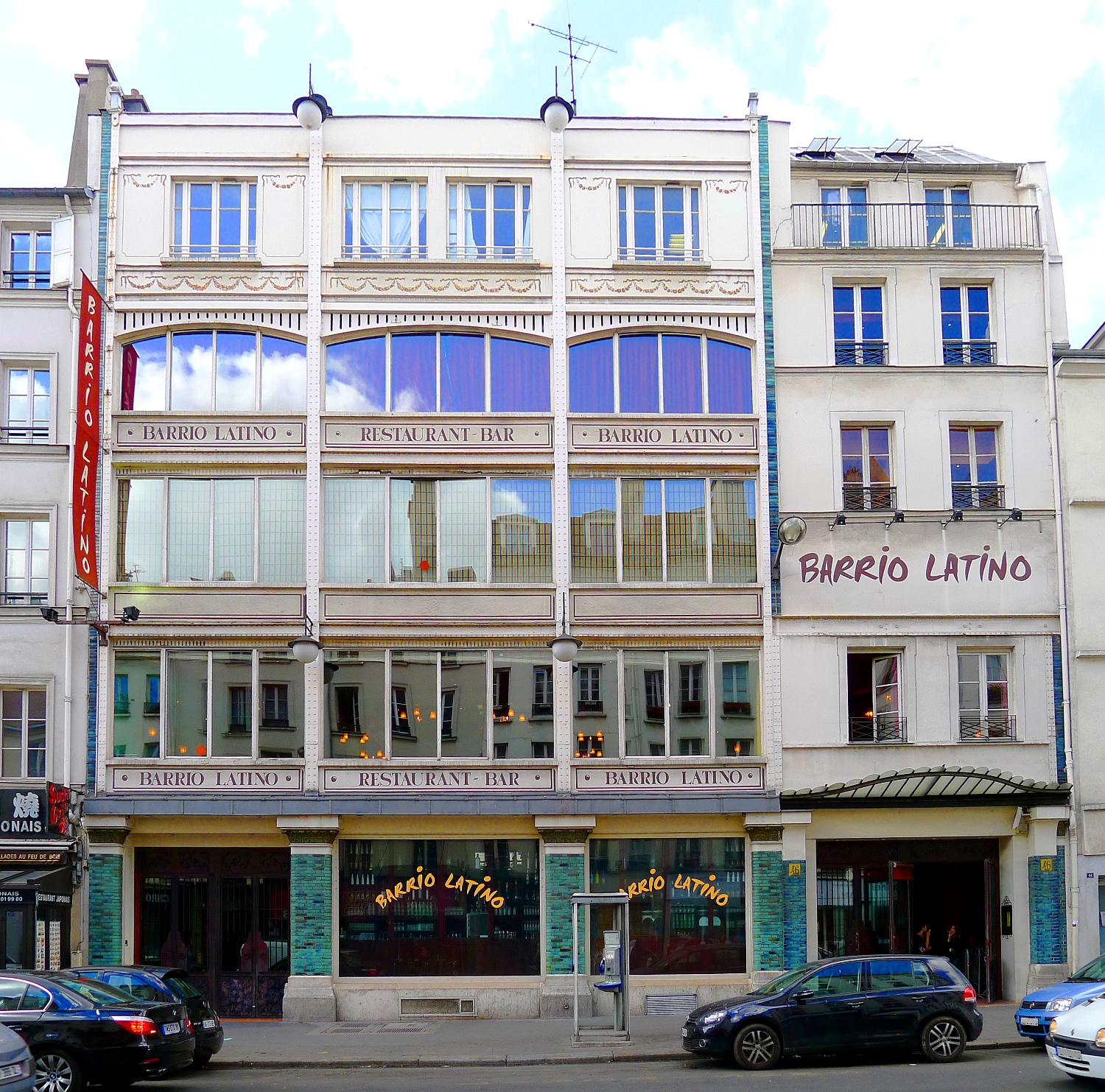
Immeuble nos 46-48.
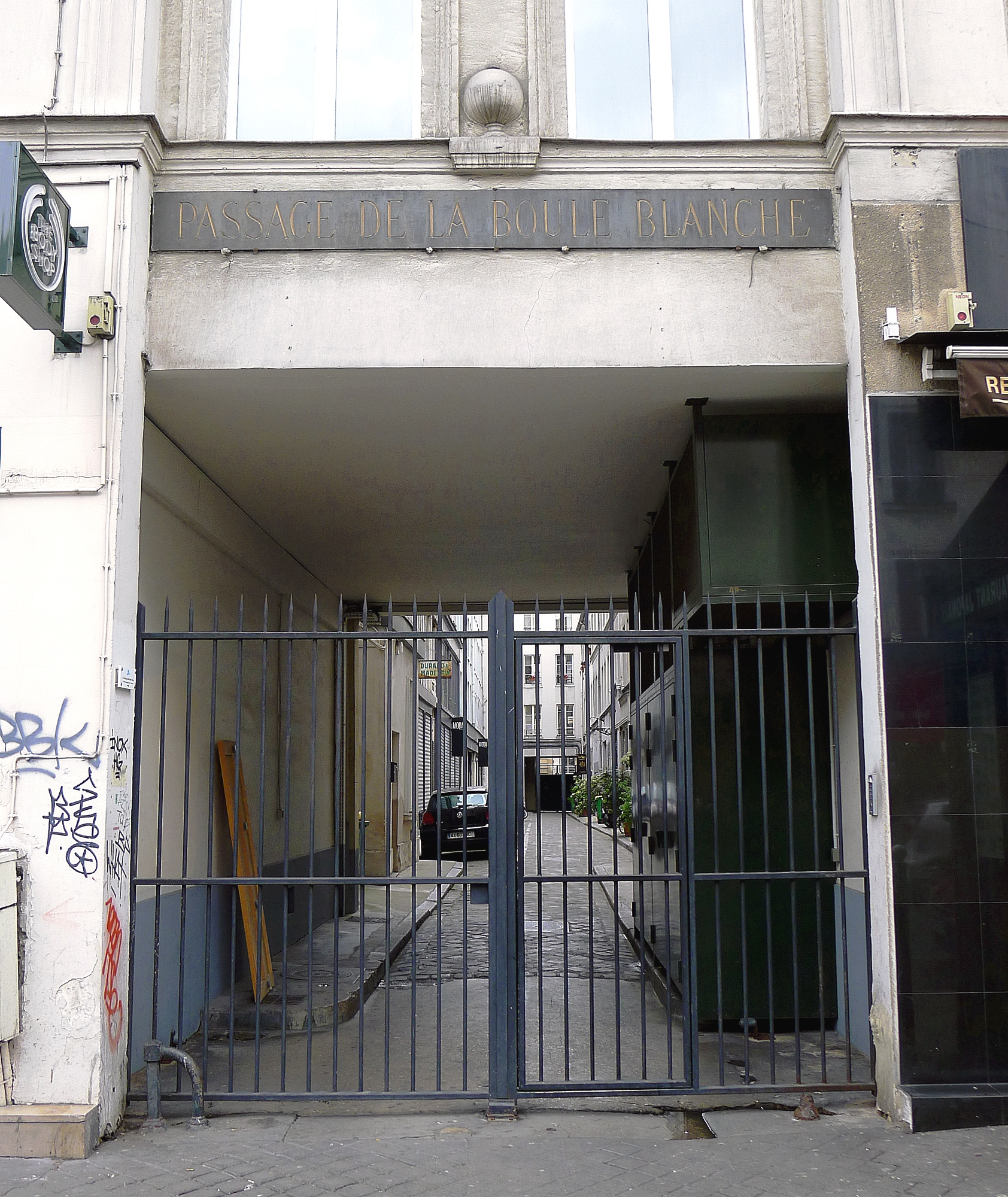
Entrée du passage de la Boule-Blanche (no 50).
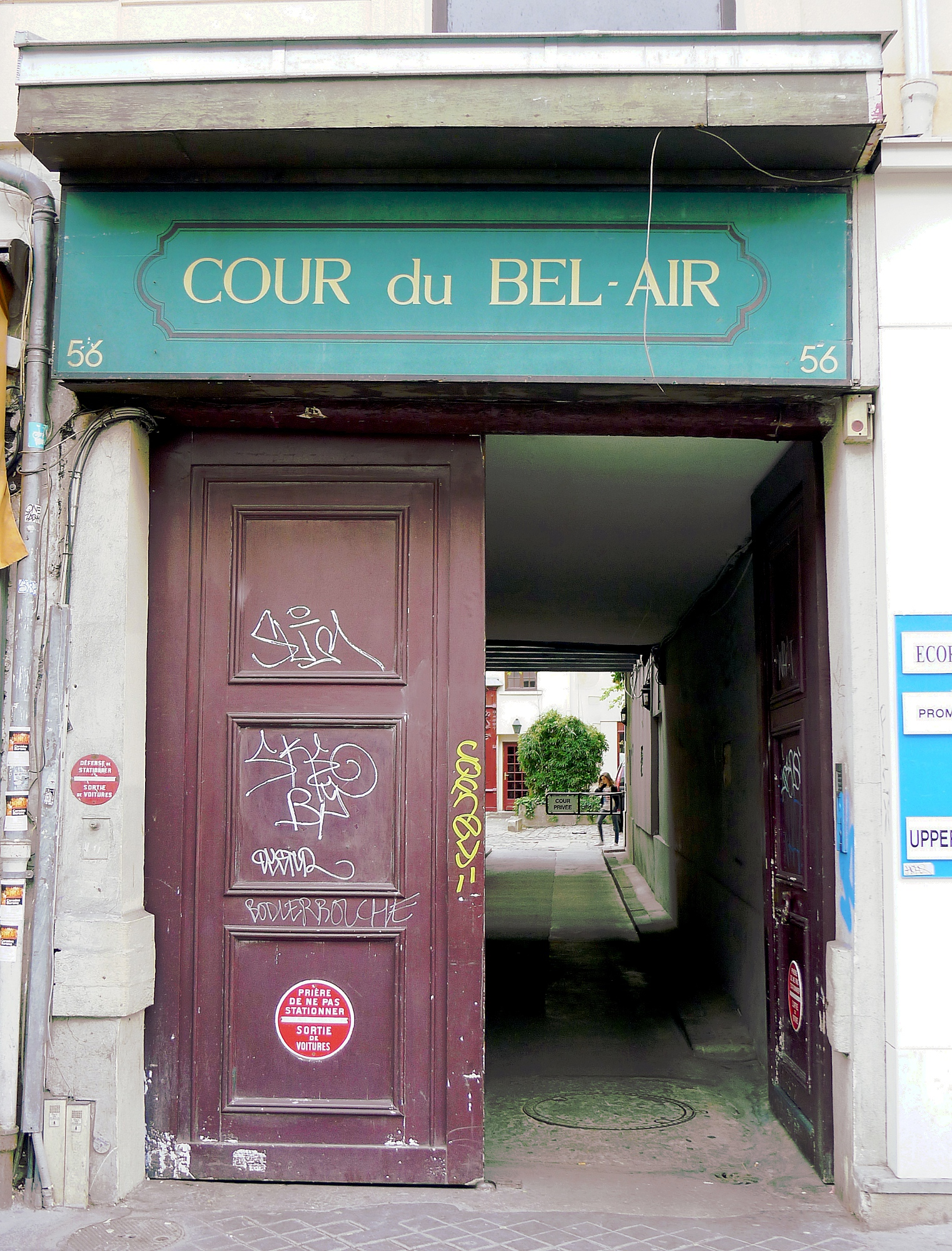
Entrée de la cour du Bel-Air (no 56).
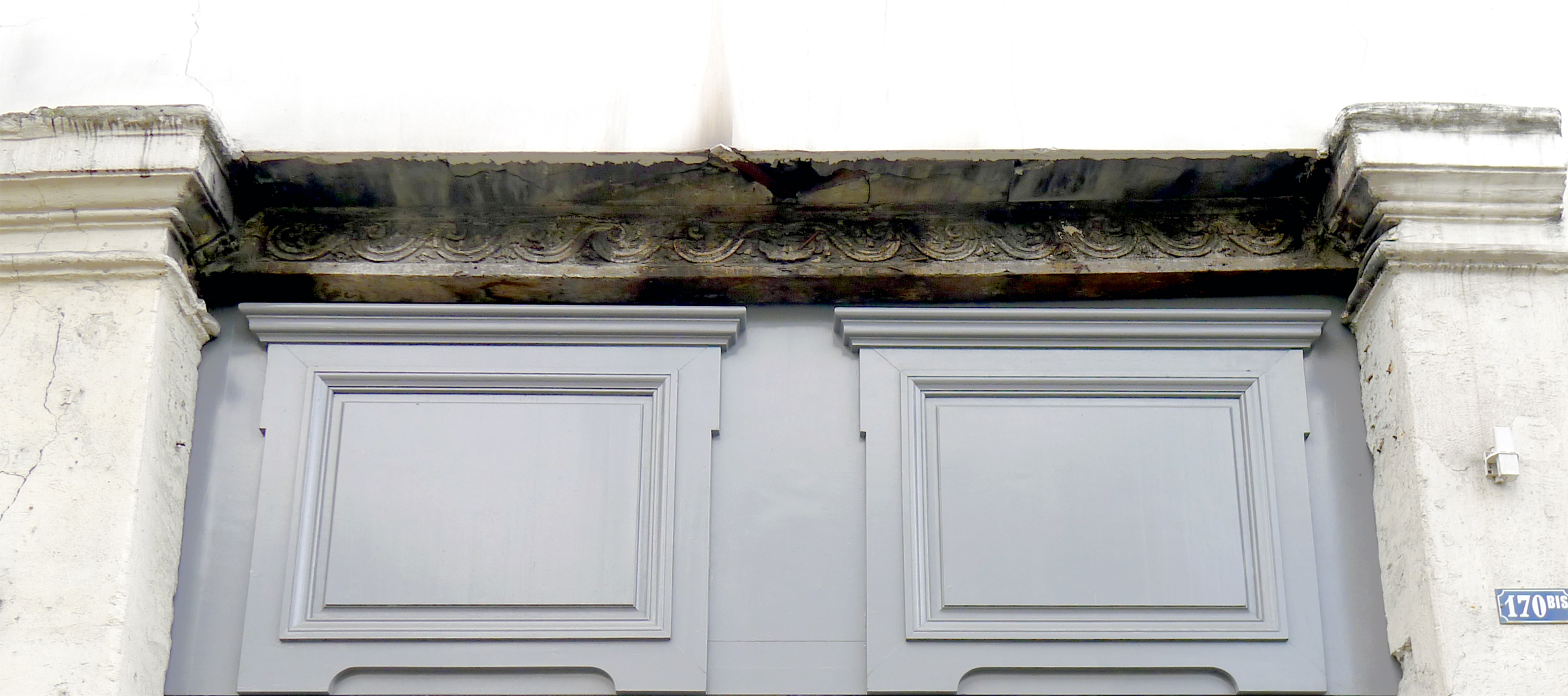
Immeuble no 170 bis : ancienne maison du portier de l'abbaye Saint-Antoine : porte à pilastres, poutre sculptée.
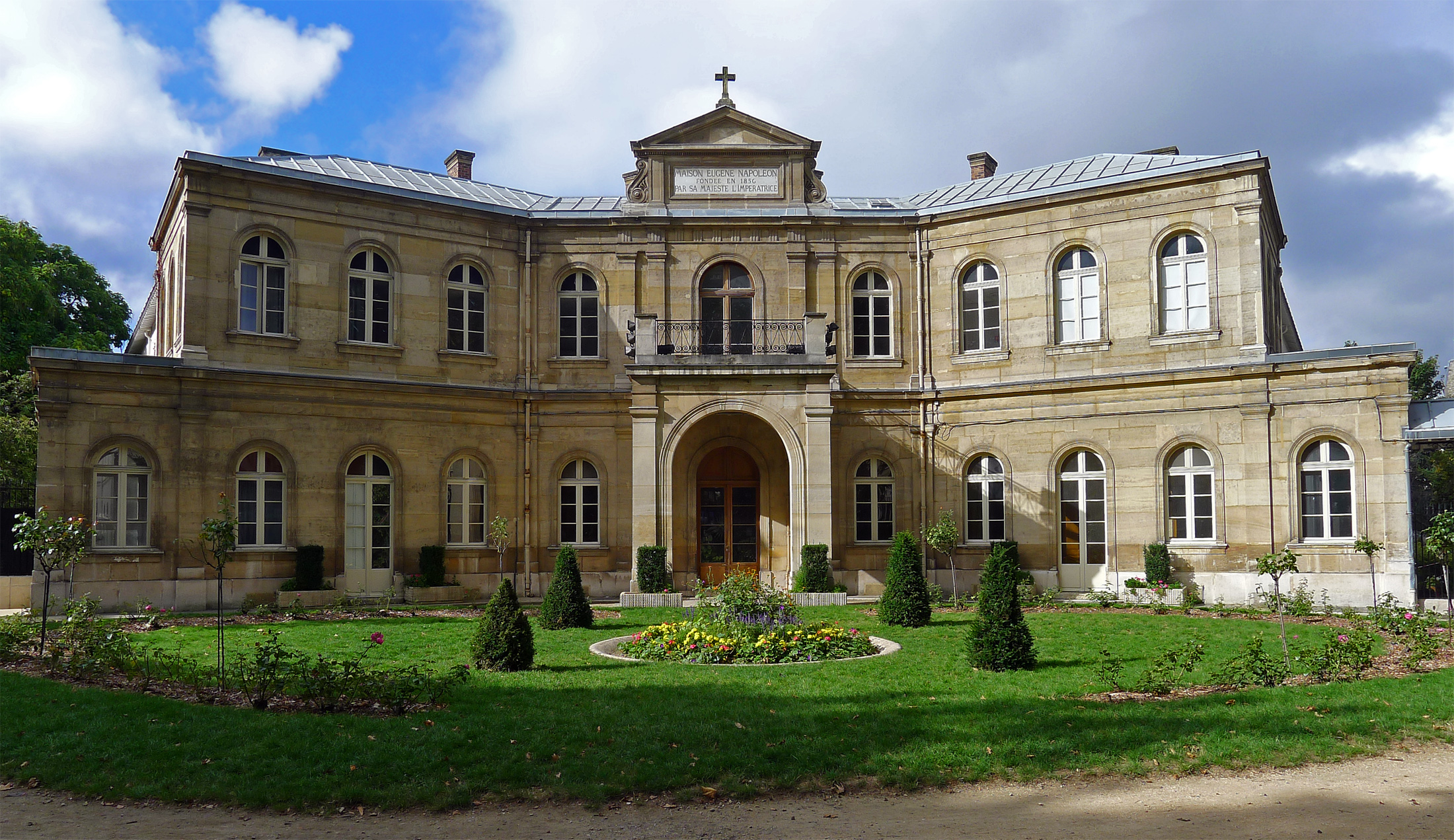
Fondation Eugène-Napoléon.